# Plastuit

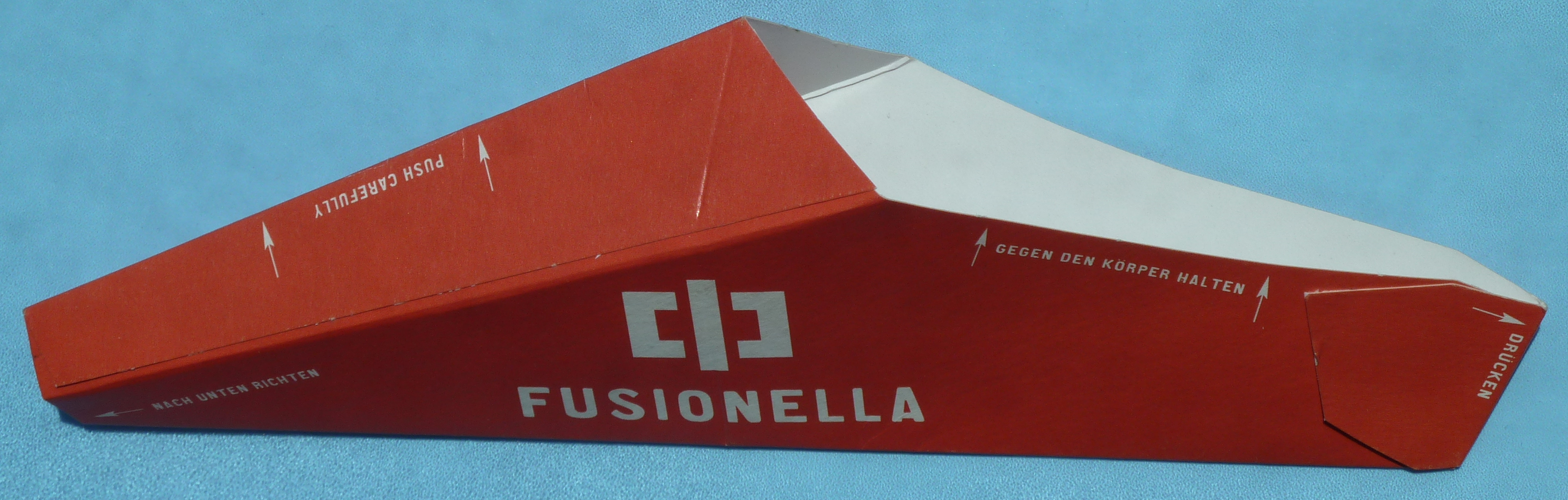
Een papieren plastuit

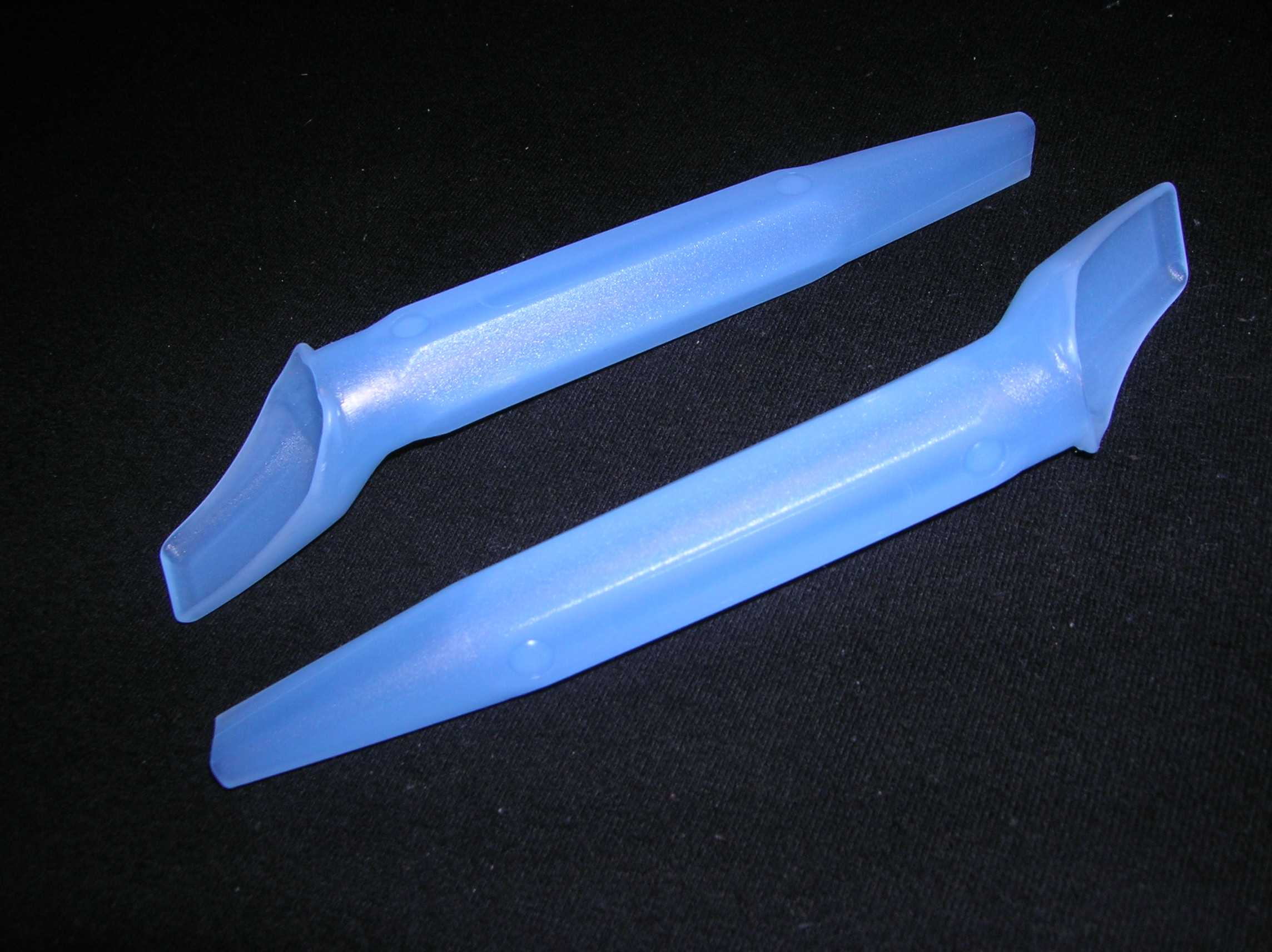
Een kunststof herbruikbare plastuit

De plastuit of plaskoker (in het Engels STP device, van stand to pee) zijn vindingen die het voor vrouwen mogelijk maken om staand te urineren. De tuit of koker wordt daartoe onder de vulva geschoven. Voor zover niet door een operatie overbodig, is dit ook van toepassing op transmannen.

## Plaskoker (1982)
De plaskoker is een Franse vinding uit 1982. Deze is in 2000 onder de merknaam Urinelle door Huikeshoven Medical op de Nederlandse markt. De plaskoker is biologisch afbreekbaar en kan door het toilet gespoeld worden. Al in 1998 Heeft Simone Zijp de plastuit (andere naam voor plaskoker) ontwikkeld (P-Company). Deze is in 2006 overgegaan in de merknaam P-Mate. Zie onder.

## P-Mate (1998)
De P-Mate is gemaakt van karton en werd in 1998 ontwikkeld door Simone Zijp, en werd in eerste instantie gemaakt van gips of rubber. Pas vanaf 2000 werd de definitieve, kartonnen versie in grote aantallen gemaakt. Zijp richtte daarvoor samen met Erwin Böck een bedrijf op Plastuit Company, dat later werd hernoemd naar P-Company. Het artikel werd vooral bij popfestivals goed verkocht, maar was ook gewoon te koop bij de drogist. Buiten Nederland en België scoorde de plastuit ook succes in het Verenigd Koninkrijk.
Het bedrijf kon de groei niet bijbenen en er ontstonden financiële problemen. In december 2005 werden de betalingsproblemen acuut, en vroeg het bedrijf faillissement aan. Omdat er weinig mis was met het product, maar veel met de bedrijfsvoering meldden zich al snel overnamekandidaten voor de plastuit.
In 2006 is het voormalige P-Company overgenomen door Port-o-Let Services BV in Dordrecht. Dit bedrijf is marktleider in Nederland op het gebied van mobiel sanitair voor festivals en evenementen. Het bedrijf werd toen P-Mate gedoopt. Wegens de snel toenemende drukte omtrent de plastuit is in 2010 P-Mate BV opgericht met een nieuw management. Sinds dat moment is de P-Mate weer volledig terug van weggeweest. Momenteel wordt de P-Mate geëxporteerd naar meer dan 35 landen met ruim 65 distributeurs. De productie wordt gedaan in Nederland.
Naast de toepassing op festivals wordt de P-Mate steeds meer gebruikt in de medische branche. Voor urineonderzoek, voor mensen met spierziekten, MS, hoogzwangere vrouwen, kortom voor iedereen voor wie zitten en weer opstaan (tijdelijk) moeilijk is.
Begin 2011 is de P-Mate aangepast. Het product is volledig biologisch afbreekbaar en alle gebruikte materialen zijn 100% milieuvriendelijk. De P-Mate is ook verkrijgbaar in private label. De gepatenteerde vorm is nog steeds in gebruik.

## WoPeeH-pocket (2013)
Plastuit WoPeeH-pocket (Women's Peeing Help) is een kleine herbruikbare plastuit van een stevige kunststof. Door middel van een uitschuifbaar tuitje en een dop kan deze plastuit geheel worden afgesloten. Het is een Nederlands product dat sinds 2013 wordt verkocht via een webshop en enkele gespecialiseerde Outdoor winkels.

## STP-packer
Voor transmannen wordt de functie van plastuit soms gecombineerd met die van packer (opvulling van de voorkant van de broek zodat het ontbreken van een penis niet zichtbaar is), de STP-packer; de plastuit is dan vormgegeven als een penis, zodat ook bij het gebruiken van een openbaar urinoir de transman kan doorgaan voor cisman. 